# Selfell
Selfell är en kulle i republiken Island. Den ligger i regionen Suðurland, 200 km öster om huvudstaden Reykjavík. Toppen på Selfell är 372 meter över havet, eller 203 meter över den omgivande terrängen. Bredden vid basen är 2,1 km.
Trakten runt Selfell är nära nog obefolkad, med mindre än två invånare per kvadratkilometer. Närmaste större samhälle är Kirkjubæjarklaustur, 10,3 km sydväst om Selfell. Trakten runt Selfell består i huvudsak av gräsmarker.